# Кленовий крем
Кленовий крем (англ. maple cream), також відомий, як кленове масло і кленовий спред — смаколик канадської кухні, який також зустрічається на північному сході США. Кленовий крем виготовляється з кленового сиропу, шляхом нагрівання сиропу приблизно до 112 °C, наступного охолодження приблизно до 52 °C і збивання до отримання рівномірної консистенції. Кленовий крем зазвичай робиться з світло-бурштинового сиропу класу А і має світло-коричневий колір. Іноді в кленовий крем додають корицю.
Консистенція кленового крему густа, дуже схожа на консистенцію арахісової пасти. Кленовий крем використовують як намазку для тостів і бутербродів, та, іноді, як кондитерську глазур.
Термін «кленове масло» також може відноситися до продукту, що отримується шляхом змішування кленового сиропу і звичайного вершкового масла, в пропорції дві частини масла на одну частину сиропу.
У Канаді кленовий крем — це один з декількох кленових продуктів, вироблених з кленового соку або кленового сиропу, поряд з кленовим цукром і кленовими ірисками. Оскільки кленові продукти вважаються національним брендом Канади, їх якість суворо регулюється місцевим законодавством.